# NGC 3485
NGC 3485 је спирална галаксија у сазвежђу Лав која се налази на NGC листи објеката дубоког неба.
Деклинација објекта је + 14° 50' 28" а ректасцензија 11h 0m 2,4s. Привидна величина (магнитуда) објекта NGC 3485 износи 11,9 а фотографска магнитуда 12,7. NGC 3485 је још познат и под ознакама UGC 6077, MCG 3-28-44, CGCG 95-85, PGC 33140.